# 吉田けいすけ
吉田 けいすけ（本名：𠮷田桂介、よしだ けいすけ、1992年8月27日ｰ）は日本の政治家、実業家、教育評論家。元東京都北区議会議員。数理特化型完全個別学習塾代表。茨城県つくば市出身。

## 経歴
1992年（平成4年）8月27日、愛知県一宮市生まれ。3人兄妹の長男で2人の妹がいる。吉田の「吉」の字は正確には「𠮷」であるが、政治活動や自身のホームページでは「吉」と表記されている。この点について自身が運営する学習塾のブログにて「こだわりは特にない」と述べている。
2005年（平成17年）茨城県つくば市立松代小学校卒業。2008年（平成20年）茨城県つくば市立手代木中学校卒業。中学ではテニス部に所属していた。
2011年（平成23年）に茨城県立牛久栄進高等学校卒業。高校時代は遅刻・欠席癖があり、校内テストでは学年最下位、模試では偏差値20台、先生から退学届を渡されるなど、自他ともに認める落ちこぼれ生徒であった。大学受験に失敗し浪人生活を送ることになる。1年の自分流猛勉強で偏差値は40以上アップし、東京理科大学工学部経営工学科に入学。
2015年（平成27年）、高校時代の友人と赤羽に数理特化型の完全個別学習塾『栄進数理進学会』を設立。開校1年で生徒数は100人を超え、校舎を複数展開するなど「100人の子供の偏差値を上げた男」として注目を受け始める。
2018年（平成30年）、12月10日に自身のFacebookにて「区議会への挑戦のごあいさつ」と題うち、東京都北区議会議員選挙へ挑戦する意思があることを表明。

## 活動・政策
「北区の教育日本一」を公約に掲げ教育問題に取り組んだ。北区議会では建設委委員と都市ブランド推進特別委員を兼任。
喫煙者であることを自ら公言しているが、赤羽駅前喫煙所の縮小には賛成の立場をとっている。

## 人物
出生地は愛知県一宮市だが、幼少期から高校まで茨城県つくば市で育ったため出身地は茨城県となっている。
日本史好きで、歴史ものを始めとした年間読書量は100冊以上。全国各地の城跡にもしばしば足を運ぶ。